# 39 (число)
39 (тридцать девять) — натуральное число, расположенное между числами 38 и 40.

## Математика
- Число 1039 называется дуодециллион.

39 — двузначное составное, нечётное число.
Число 39 одновременно является суммой подряд идущих простых чисел и произведением первого и последнего слагаемых в этой сумме:
39 = 3 + 5 + 7 + 11 + 13 = 3 × 13.
Иначе говоря, 39 — составное число, равное сумме всех простых чисел от наименьшего до наибольшего своего простого делителя. Первое число с этим свойством — 10:
10 = 2 + 3 + 5 = 2 × 5,
а после 39 есть лишь два подобных числа, ме́ньших миллиарда: 155 и 371. В десятичной записи следующего числа 13 цифр.
Не зная об этом свойстве числа 39, Дэвид Уэллс в первом издании своей книги назвал 39 «наименьшим неинтересным числом»:
|  | Похоже, что это первое неинтересное число, что, разумеется, делает его особенно интересным числом, потому что это наименьшее число со свойством быть неинтересным.David Wells, The Penguin Dictionary of Curious and Interesting Numbers |

Во втором издании этот «титул» перешёл к числу 51.
Число, полученное конкатенацией непростых чисел от 1 до 39, является наименьшим простым числом, полученным таким способом:
1468910121415161820212224252627283032333435363839
Число 39 —
- наименьшее число, которое можно разбить на три слагаемых тремя способами так, что во всех трёх случаях произведение слагаемых будет одним и тем же (39=4+15+20 и 4×15×20=1200; 39=5+10+24 и 5×10×24=1200; 39=6+8+25 и 6×8×25=1200)[2][9][10],
- наименьшее число, которое можно разбить на три разных простых слагаемых шестью способами (39 = 3+5+31 = 3+7+29 = 3+13+23 = 3+17+19 = 5+11+23 = 7+13+19)[10],
- наименьшее число, которое нельзя получить из первых четырёх простых чисел (2, 3, 5 и 7), используя только четыре арифметические операции и возведение в степень[3][10],
- наибольшее число, в римской записи которого столько же символов, сколько в римской записи его квадрата[2]:

39 = XXXIX,
392 = 1521 = MDXXI,
- наименьшее число, сумма цифр которого больше суммы цифр его квадрата[2]:

3 + 9 = 12,
1 + 5 + 2 + 1 = 9,
- и наименьшее число с мультипликативной персистентностью (англ. multiplicative persistence) 3[1][2]:

3 × 9 = 27,
2 × 7 = 14,
1 × 4 = 4.

## Наука
- Атомный номер иттрия

## В Библии
- 39 книг содержит первая по времени создания часть Библии (Ветхий Завет).
- 39 ударов, с формулировкой «по сорок ударов без одного» — такое наказание от Иудеев 5 раз получал Апостол Павел за проповедь Евангелия Иисуса Христа согласно Второму посланию Коринфянам

## В других областях
- 39 год; 39 год до н. э., 1939 год
- ASCII-код символа «'»
- 39 — Код субъекта Российской Федерации и Код ГИБДД-ГАИ Калининградской области
- Количество ракет «Скад», которые были выпущены Ираком по Израилю во время войны в Персидском заливе в 1991 году
- С высоты 39 км (и 450 м) в октябре 2012 года австриец Феликс Баумгартнер прыгнул с парашютом, впервые в истории преодолев сверхзвуковой барьер без технических приспособлений (в свободном падении).